# Hypodoxa basinigra
Hypodoxa basinigra là một loài bướm đêm trong họ Geometridae.